# Manchester United F.C. mùa bóng 1955–56
Mùa giải 1955-56 là mùa giải lần thứ 54 của Manchester United ở The Football League và mùa giải thứ 11 liên tiếp của đội bóng ở Giải hạng nhất Anh.
Có một đội bóng United bao gồm chủ yếu là các cầu thủ ở tuổi thiếu niên và tuổi đôi mươi nhưng kết thúc mùa giải với chức vô địch khi nhiều hơn 11 điểm trước các đối thủ kế cận như Blackpool và Wolves.
Hậu vệ phải Eddie Colman có trận ra mắt cho United trong mùa giải này, lần đầu tiên ra sân với Bolton Wanderers tại Sân Burnden vào ngày 12 tháng 11 năm 1955 và sớm trở thành một đối tác ăn ý thường xuyên với Duncan Edwards ở vị trí hậu vệ phải của United. Bước đột phá của Colman buộc Jeff Whitefoot rời đội bóng và chuyển đến thi đấu cho câu lạc bộ Grimsby Town trong mùa hè năm 1956. Trong khi đó, thủ môn thi đấu nhiều trận Jack Crompton đã chơi trận đấu cuối cùng của anh cho United trong mùa giải này.

## First Division
| Thời gian            | Đối thủ                 | H/A | Tỷ số Bt-Bb | Cầu thủ ghi bàn                     | Số lượng khán giả |
| -------------------- | ----------------------- | --- | ----------- | ----------------------------------- | ----------------- |
| 20 tháng 8 năm 1955  | Birmingham City         | A   | 2 – 2       | Viollet (2)                         | 37,994            |
| 24 tháng 8 năm 1955  | Tottenham Hotspur       | H   | 2 – 2       | Berry, Webster                      | 25,406            |
| 27 tháng 8 năm 1955  | West Bromwich Albion    | H   | 3 – 1       | Lewis, Scanlon, Viollet             | 31,996            |
| 31 tháng 8 năm 1955  | Tottenham Hotspur       | A   | 2 – 1       | Edwards (2)                         | 27,453            |
| 3 tháng 9 năm 1955   | Manchester City         | A   | 0 – 1       |                                     | 59,162            |
| 7 tháng 9 năm 1955   | Everton                 | H   | 2 – 1       | Blanchflower, Edwards               | 27,843            |
| 10 tháng 9 năm 1955  | Sheffield United        | A   | 0 – 1       |                                     | 28,241            |
| 14 tháng 9 năm 1955  | Everton                 | A   | 2 – 4       | Blanchflower, Webster               | 34,897            |
| 17 tháng 9 năm 1955  | Preston North End       | H   | 3 – 2       | Pegg, Taylor, Viollet               | 33,078            |
| 24 tháng 9 năm 1955  | Burnley                 | A   | 0 – 0       |                                     | 26,873            |
| 1 tháng 10 năm 1955  | Luton Town              | H   | 3 – 1       | Taylor (2), Colin Webster           | 34,409            |
| 8 tháng 10 năm 1955  | Wolverhampton Wanderers | H   | 4 – 3       | Taylor (2), Doherty, Pegg           | 48,638            |
| 15 tháng 10 năm 1955 | Aston Villa             | A   | 4 – 4       | Pegg (2), Blanchflower, Webster     | 29,478            |
| 22 tháng 10 năm 1955 | Huddersfield Town       | H   | 3 – 0       | Berry, Pegg, Taylor                 | 34,150            |
| 29 tháng 10 năm 1955 | Cardiff City            | A   | 1 – 0       | Taylor                              | 27,795            |
| 5 tháng 11 năm 1955  | Arsenal                 | H   | 1 – 1       | Taylor                              | 41,586            |
| 12 tháng 11 năm 1955 | Bolton Wanderers        | A   | 1 – 3       | Taylor                              | 38,109            |
| 19 tháng 11 năm 1955 | Chelsea                 | H   | 3 – 0       | Taylor (2), Byrne                   | 22,192            |
| 26 tháng 11 năm 1955 | Blackpool               | A   | 0 – 0       |                                     | 26,240            |
| 3 tháng 12 năm 1955  | Sunderland              | H   | 2 – 1       | Doherty, Viollet                    | 39,901            |
| 10 tháng 12 năm 1955 | Portsmouth              | A   | 2 – 3       | Pegg, Taylor                        | 24,594            |
| 17 tháng 12 năm 1955 | Birmingham City         | H   | 2 – 1       | Jones, Viollet                      | 27,704            |
| 24 tháng 12 năm 1955 | West Bromwich Albion    | A   | 4 – 1       | Viollet (3), Taylor                 | 25,168            |
| 26 tháng 12 năm 1955 | Charlton Athletic       | H   | 5 – 1       | Viollet (2), Byrne, Doherty, Taylor | 44,611            |
| 27 tháng 12 năm 1955 | Charlton Athletic       | A   | 0 – 3       |                                     | 42,040            |
| 31 tháng 12 năm 1955 | Manchester City         | H   | 2 – 1       | Taylor, Viollet                     | 60,956            |
| 14 tháng 1 năm 1956  | Sheffield United        | H   | 3 – 1       | Berry, Pegg, Taylor                 | 30,162            |
| 21 tháng 1 năm 1956  | Preston North End       | A   | 1 – 3       | Whelan                              | 28,047            |
| 4 tháng 2 năm 1956   | Burnley                 | H   | 2 – 0       | Taylor, Viollet                     | 27,342            |
| 11 tháng 2 năm 1956  | Luton Town              | A   | 2 – 0       | Viollet, Whelan                     | 16,354            |
| 18 tháng 2 năm 1956  | Wolverhampton Wanderers | A   | 2 – 0       | Taylor (2)                          | 40,014            |
| 25 tháng 2 năm 1956  | Aston Villa             | H   | 1 – 0       | Whelan                              | 36,277            |
| 3 tháng 3 năm 1956   | Chelsea                 | A   | 4 – 2       | Viollet (2), Pegg, Taylor           | 32,050            |
| 10 tháng 3 năm 1956  | Cardiff City            | H   | 1 – 1       | Byrne                               | 44,693            |
| 17 tháng 3 năm 1956  | Arsenal                 | A   | 1 – 1       | Viollet                             | 50,758            |
| 24 tháng 3 năm 1956  | Bolton Wanderers        | H   | 1 – 0       | Taylor                              | 46,114            |
| 30 tháng 3 năm 1956  | Newcastle United        | H   | 5 – 2       | Viollet (2), Doherty, Pegg, Taylor  | 58,994            |
| 31 tháng 3 năm 1956  | Huddersfield Town       | A   | 2 – 0       | Taylor (2)                          | 37,780            |
| 2 tháng 4 năm 1956   | Newcastle United        | A   | 0 – 0       |                                     | 37,395            |
| 7 tháng 4 năm 1956   | Blackpool               | H   | 2 – 1       | Berry, Taylor                       | 62,277            |
| 14 tháng 4 năm 1956  | Sunderland              | A   | 2 – 2       | McGuinness, Whelan                  | 19,865            |
| 21 tháng 4 năm 1956  | Portsmouth              | H   | 1 – 0       | Viollet                             | 38,417            |

| # | Câu lạc bộ              | Tr | T  | H  | B  | Bt | Bb | Hs  | Điểm |
| - | ----------------------- | -- | -- | -- | -- | -- | -- | --- | ---- |
| 1 | Manchester United       | 42 | 25 | 10 | 7  | 83 | 51 | +32 | 60   |
| 2 | Blackpool               | 42 | 20 | 9  | 13 | 86 | 62 | +24 | 49   |
| 3 | Wolverhampton Wanderers | 42 | 20 | 9  | 13 | 89 | 65 | +24 | 49   |

## FA Cup
| Thời gian          | Vòng đấu | Đối thủ        | H/A | Tỷ số Bt-Bb | Cầu thủ ghi bàn | Số lượng khán giả |
| ------------------ | -------- | -------------- | --- | ----------- | --------------- | ----------------- |
| 7 tháng 1 năm 1956 | Vòng 3   | Bristol Rovers | A   | 0 – 4       |                 | 35,872            |

## Thống kê mùa giải
| Vị trí | Tên cầu thủ         | League  | League       | FA Cup  | FA Cup       | Tổng cộng | Tổng cộng    |
| Vị trí | Tên cầu thủ         | Số trận | Số bàn thắng | Số trận | Số bàn thắng | Số trận   | Số bàn thắng |
| ------ | ------------------- | ------- | ------------ | ------- | ------------ | --------- | ------------ |
| GK     | Jack Crompton       | 1       | 0            | 0       | 0            | 1         | 0            |
| GK     | Ray Wood            | 41      | 0            | 1       | 0            | 42        | 0            |
| FB     | Geoff Bent          | 4       | 0            | 0       | 0            | 4         | 0            |
| FB     | Roger Byrne         | 39      | 3            | 1       | 0            | 40        | 3            |
| FB     | Bill Foulkes        | 26      | 0            | 1       | 0            | 27        | 0            |
| FB     | Ian Greaves         | 15      | 0            | 0       | 0            | 15        | 0            |
| FB     | Walter Whitehurst   | 1       | 0            | 0       | 0            | 1         | 0            |
| HB     | Jackie Blanchflower | 18      | 3            | 0       | 0            | 18        | 3            |
| HB     | Eddie Colman        | 25      | 0            | 1       | 0            | 26        | 0            |
| HB     | Duncan Edwards      | 33      | 3            | 0       | 0            | 33        | 3            |
| HB     | Freddie Goodwin     | 8       | 0            | 0       | 0            | 8         | 0            |
| HB     | Mark Jones          | 42      | 1            | 1       | 0            | 43        | 1            |
| HB     | Wilf McGuinness     | 3       | 1            | 0       | 0            | 3         | 1            |
| HB     | Jeff Whitefoot      | 15      | 0            | 1       | 0            | 16        | 0            |
| FW     | Johnny Berry        | 34      | 4            | 1       | 0            | 35        | 4            |
| FW     | John Doherty        | 16      | 4            | 1       | 0            | 17        | 4            |
| FW     | Eddie Lewis         | 4       | 1            | 0       | 0            | 4         | 1            |
| FW     | David Pegg          | 35      | 9            | 1       | 0            | 36        | 9            |
| FW     | Albert Scanlon      | 6       | 1            | 0       | 0            | 6         | 1            |
| FW     | Jackie Scott        | 1       | 0            | 0       | 0            | 1         | 0            |
| FW     | Tommy Taylor        | 33      | 25           | 1       | 0            | 34        | 25           |
| FW     | Dennis Viollet      | 34      | 20           | 1       | 0            | 35        | 20           |
| FW     | Colin Webster       | 15      | 4            | 0       | 0            | 15        | 4            |
| FW     | Billy Whelan        | 13      | 4            | 0       | 0            | 13        | 4            |